# Mitchell Oak
Mitchell Oak (* 1. September 1985 in Auckland) ist ein ehemaliger neuseeländischer Eishockeyspieler, der für den Botany Swarm und die Canterbury Red Devils in der New Zealand Ice Hockey League spielte und mit beiden Teams neuseeländischer Meister wurde.

## Karriere
Mitchell Oak begann seine Karriere als Eishockeyspieler bei einer Nachwuchsmannschaft in seiner Heimatstadt Auckland. Mit Gründung der New Zealand Ice Hockey League 2005 schloss er sich dem South Auckland Swarm (seit 2007: Botany Swarm) an, mit dem er 2007 und 2008 neuseeländischer Meister wurde. 2009 wechselte er zu den Canterbury Red Devils aus Christchurch und konnte mit diesen umgehend seinen dritten Meistertitel erringen. Nach drei Spielzeiten bei den Roten Teufeln von der Südinsel, in denen er 2010 zum besten Verteidiger der Liga gewählt wurde, beendete er mit nur 26 Jahren seine Karriere.

### International
Im Juniorenbereich stand Oak für Neuseeland bei der U18-Weltmeisterschaft 2002 in der Asien-Ozeanien-Division I auf dem Eis.
Mit der Herren-Nationalmannschaft nahm der Verteidiger an den Weltmeisterschaften der Division II 2006, 2008, 2010 und 2011 und der Division III 2007 und 2009, teil.

## Erfolge und Auszeichnungen
- 2002 Aufstieg in die Division III bei der U18-Weltmeisterschaft der Asien-Ozeanien-Division 1
- 2007 Aufstieg in die Division II bei der Weltmeisterschaft der Division III
- 2007 Neuseeländischer Meister mit dem South Auckland Swarm
- 2008 Neuseeländischer Meister mit dem Botany Swarm
- 2009 Aufstieg in die Division II bei der Weltmeisterschaft der Division III
- 2009 Neuseeländischer Meister mit den Canterbury Red Devils
- 2010 Bester Verteidiger der New Zealand Ice Hockey League

## NZIHL-Statistik
(Stand: Ende der Saison 2011)